# Resolució 1851 del Consell de Seguretat de les Nacions Unides
La Resolució 1851 del Consell de Seguretat de les Nacions Unides fou adoptada per unanimitat el 16 de desembre de 2008. Després d'observar la preocupant situació a Somàlia, i en virtut del Capítol VII de la Carta, el Consell, a proposta dels Estats Units i a petició del Govern Federal de Transició de Somàlia, va demanar als Estats i organitzacions cooperació amb la lluita contra la pirateria i el robatori a mà armada a la costa de Somàlia mitjançant el desplegament de vaixells i avions militars, i la confiscació d'embarcacions i armes usats en aquests delictes. També convida a tots els Estats i organitzacions regionals que puguin celebrar acords amb països disposats a custodiar pirates detinguts i a facilitar-ne la persecució i la investigació.
L'aprovació de la resolució va portar a la creació del Grup de Contacte sobre la Pirateria a la costa de Somàlia (CGPCS).